# アヤロン

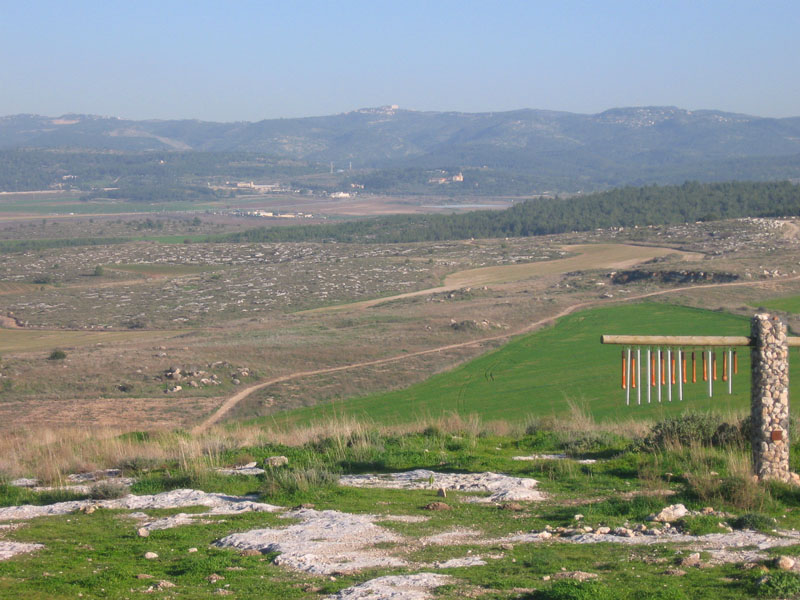
アヤロンの谷

アヤロンは成文トーラー（ヘブライ聖書、キリスト教徒の言い方では「旧約聖書」）に登場する南ユダ王国の北西部、エルサレムからシャロン平原に向かって伸びるアヤロン峡谷にあった町である。現在のヤロおよびテル・エル・コーカであると言われる。
イスラエルのカナン定住の頃に、ヨシュアはこの付近でカナン南部の諸王が組織した同盟軍を打ち破った。
カナン分割相続の際にはダン族に与えられ、レビ人ケハテ氏族の居住地の一つになった。しかし、すでにアヤロンにはエモリ人が住んでいたために、すぐに占領はできなかった。やがて、ダン族はアヤロン付近の所有を放棄して、北方に移住する。
後に、エフライム族が占領するが、後にベミヤミン族領になる。
一時ペリシテ人の支配下にあったこともあるが、イスラエル王国のダビデ王が完全な征服を成し遂げ、ソロモン王が統治権を受け継いで第2の行政区域に含めた。レハブアムはアヤロンを要塞化して、エルサレムに北西地方の防備を行った。
しかし、アハズ王時代にはペリシテ人に再び奪還された。